# Naturpark Lauenburgische Seen
Naturpark Lauenburgische Seen blev etableret i 1961, og ligger i Kreis Herzogtum Lauenburg i den sydøstlige del af Slesvig-Holsten, ved grænsen til Mecklenburg-Vorpommern. Naturparken er præget af i det af Weichsel-istiden dannede morænelandskab Schleswig-Holsteinisches Hügelland.

## Om naturparken
Naturpark er med et areal på 470 km² den tredjestørste Naturpark i Slesvig-Holsten med udstrakte skovområder . Naturpark Lauenburgische Seen, - der er 40 søer, grænser direkte til det mecklenburgske biosfærereservat Schaalsee og tilsammen danner de et stort beskyttet område langs den tidligere grænse mellem Vest- og Østtyskland.
De største søer i Naturparken er Ratzeburger See og Schaalsee, der er forbundet med Schaalsee-Kanal der begynder ved Salem.
I Naturparken ligger kreisens administrationsby Ratzeburg og Mölln med Hellbachtal. Gennem Naturparken går den handelsruten Alte Salzstraße fra Lüneburg til Lübeck. Naturparken grænser mod vest mellem Berkenthin og Büchen til Elbe-Lübeck-Kanal. gennem landskabet går vandreruten Naturparkweg, der forbinder fem naturparker i Slesvig-Holsten.
I naturpark går også vandskellet mellem Nordsøen og Østersøen.